# 杰赫勒姆河

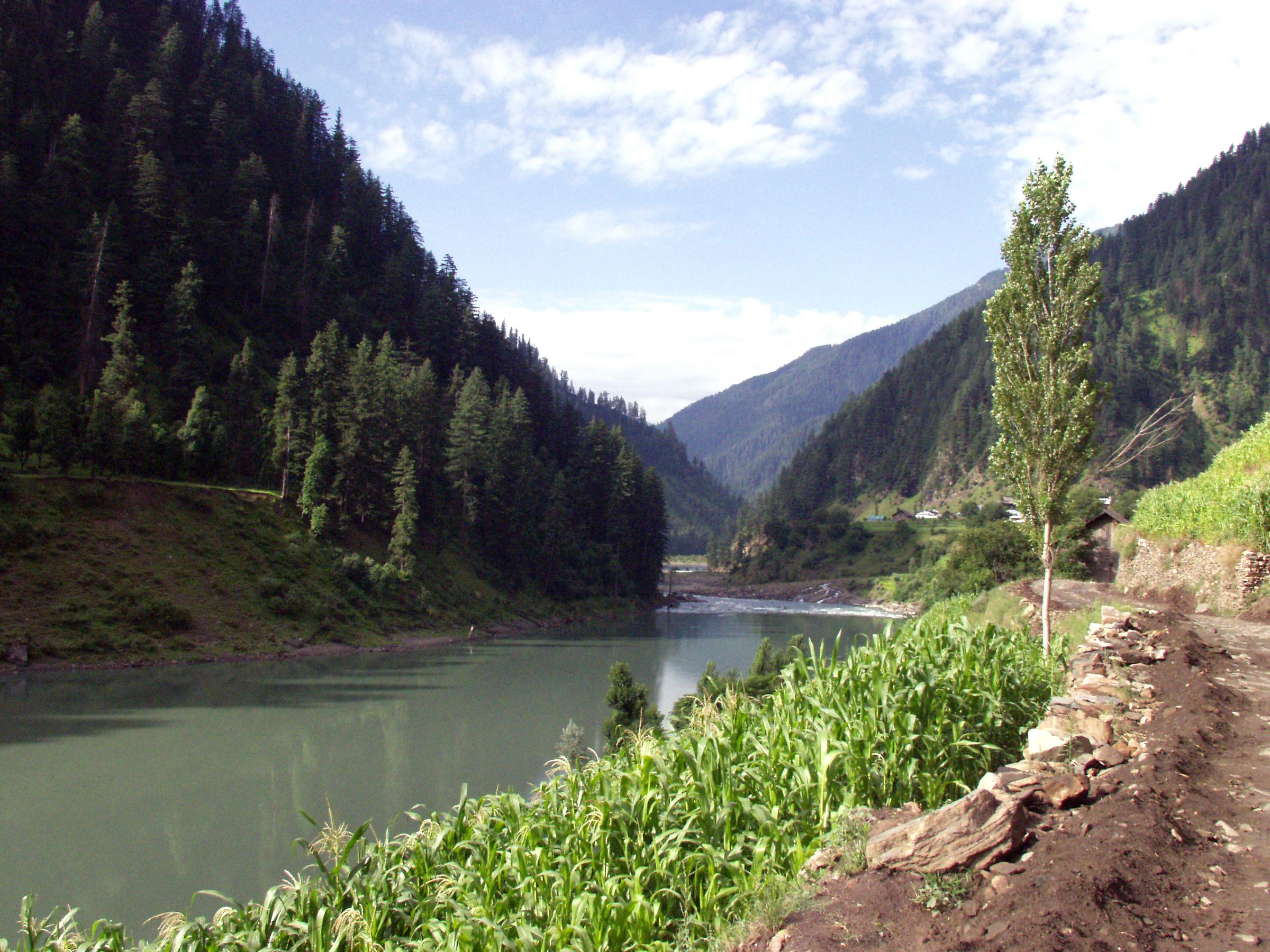
夏日的杰赫勒姆河

杰赫勒姆河（Jhelum River、烏爾都語： (Shahmukhi)，旁遮普語： (Gurmukhi)），是流经印度和巴基斯坦的一条河流。它是旁遮普地区的五条河流中最西边的一条，也是最长的一条，穿过杰赫勒姆地区，是奇纳布河的支流，长约505英里（813公里）。

## 其他名字
古希腊人称之为希達斯皮斯河（Hydaspes、Υδάσπης）。

## 相关
- 卡洛特水电项目
- 傑赫勒姆